# Submergits
Submergits (títol original: Submerged) és una pel·lícula estatunidenca dirigida per Anthony Hickox, estrenada l'any 2005 en DVD. Ha estat doblada al català.

## Argument
Una organització terrorista, amb base a l'Uruguai, segresta soldats americans i, amb l'ajuda d'un virus creat per un savi boig, pren el control dels seus esperits per transformar-los en màquines de matar.
El mercenari Chris Cody (Steven Seagal), empresonat després del fracàs d'una operació, és alliberat per l'exèrcit americà i posat al cap d'un comando, que va a l'Uruguai per posar terme a l'organització. Cody i els seus homes tracten d'alliberar els soldats i de portar-los sans i estalvis a bord d'un submarí robat.

## Repartiment
- Steven Seagal: Chris Cody
- Christine Adams: Dr Susan Chappell
- William Hope: l'agent Fletcher
- Nick Brimble: Adrian Lehder
- Vinnie Jones: Henry
- Alison King: Damita
- Gary Daniels: el Coronel Sharpe
- Ross McCall: Plowden
- P.H. Moriarty: Cap
- Peter Youngblood Hills: Doc Shock.
- James D.R. Hickox: Operador ràdio.
- Adam Fogerty: O'Hearn.
- Leigh Zimmerman: Ambaixador EUA.
- Sam Douglas: Burgess.
- Nikolai Sotirov: Coronel Jorge Hilan
- Raicho Vasilev: Ender
- Martin McDougall: Ajudant 1
- William Tapley: Ambaixador Ron Higgins
- Maria Ilieva: Dona de Sandrow
- Nadia Ivanova: Dona de Sharpe
- Kiril Manchev: Guàrdia #1
- Sebastien Chiffot: Guàrdia #2
- Stephen Da Costa: Luis

## Al voltant de la pel·lícula
- Submergits, en l'època de la seva estrena, va provocar reaccions irritades a l'Uruguai per a la manera fantasiosa de presentar el país. Al guió del film, Uruguai apareix com una República bananera dirigida per un dictador. El film ha estat d'altra banda rodat a Bulgària.[3]